# ماريا سيمون (رسامة)
ماريا سيمون (بالإسبانية: María Simón)‏ هي رسامة أرجنتينية، ولدت في 1922 في Aguilares, Argentina ‏ في الأرجنتين، وتوفيت في 5 يوليو 2009 في بوينس آيرس في الأرجنتين.